# 静清高等学校
静清高等学校（せいせいこうとうがっこう）は、静岡県藤枝市潮にある私立高等学校。

## 概要
「産学一体」の建学精神のもと、学校と産業界が連携し、理論は教室で学び、技術は実際に企業の工場を利用して体得するという教育が行なわれている。技術実習には、相川学園の母体企業である相川鉄工が協力する。
卒業生の進路は8割が就職であるが、4年制大学・短期大学・専門学校への進学も増えつつある。
部活動も盛んであり、特に野球部は2005年に夏の甲子園、2011年に春の甲子園に出場を果たし、またバレーボール部は3年連続で春の高校バレーに出場しており、2024年には県新人戦で優勝するなど、今後の活躍に期待がかかっている。2022年度から共学になり、制服は金ボタン5個の紺詰襟学生服であったが、臙脂色のブレザーへ変更となった。昼食はカフェテリアで食事を購入するか、持参する。
また、2022年度には新校舎もでき、入学生から男女共学へ移行。

## 沿革
- 1939年（昭和14年） - 相川青年学校開設（静岡市柚木）。
- 1941年（昭和16年） - 静清工業学校に転換。
- 1947年（昭和22年） - 学制改革により、新制の静清中学校を設置（後に廃止）。
- 1948年（昭和23年） - 学制改革により、新制の静清工業高等学校となる。
- 1970年（昭和45年） - 藤枝市内の現在地に移転。
- 2009年（平成21年） - 新学生寮完成。
- 2010年（平成22年） - 普通科が創設され、静清高等学校に改称。
- 2011年（平成23年） - 春の選抜高校野球初出場。
- 2017年（平成29年） - 春高バレー出場。
- 2022年（令和4年） - 男女共学化、新校舎へ移転。

## 部活動

### 野球部
- 2005年夏（第87回全国高等学校野球選手権大会）
- 2011年春（第83回選抜高等学校野球大会）

### バレーボール部
- 2013年に浜松日体中学校・高等学校で体罰事件を起こした教師が2015年に顧問に就任した。部員数は3人で廃部寸前だった状態を再建した。体罰はなく、上級生部員が玉拾いなどの黒子に徹した事でわずか2年で全日本バレーボール高等学校選手権大会に出場させるほどの強豪校にする[1]。なお、顧問は2014年2月に公認スポーツ指導員資格を取り消され、再取得を目指すものの、2018年11月に替え玉受験が発覚、2019年6月3日付で、受講取消処分が下された[2]。

## 著名な出身者
野球
- 斎藤達雄
- 宮川一彦
- 庄司大介
- 牧田和久
- 野村亮介
- 石田駿
- 石田裕太郎
- 平湯皓基

その他
- 安藤龍（俳優）
- 佐藤友祈（車椅子陸上競技）